# Казенуове (Лоди)
Казенуове је насеље у Италији у округу Лоди, региону Ломбардија.
Према процени из 2011. у насељу је живело 50 становника. Насеље се налази на надморској висини од 54 м.